# Progesteron
Progesterón, tudi P4 (pregn-4-en-3,20-dion) je steroidni hormon, glavni progestogen, ki ščiti nosečnost.  Je naravni steroid, ki ga izločajo jajčniki (in sicer rumeno telesce), posteljica in nadledvičnica. Če je v telesu dovolj estrogena, pride maternična sluznica (endometrij) pod vplivom progesterona iz proliferativne v sekretorno fazo. Progesteron je potreben za povečanje sprejemljivosti endometrija za ugnezdenje zarodka. Po ugnezdenju progesteron vzdržuje nosečnost.

## Odkritje
Progesteron so neodvisno odkrile 4 skupine znanstvenikov. Willard Myron Allen ga je leta 1933 odkril skupaj s svojim profesorjem anatomije, Georgeom Washingtonom Cornerjem. Bil je prvi, ki mu je določil tališče, molekulsko maso in delno molekulsko zgradbo. Ravno on ga je poimenoval progesteron, iz besedne zveze Progestational Steroidal ketone (»progestacijski steroidni keton«).

## Sinteza

### Biosinteza
Pri sesalcih se progesteron (6), kot tud drugi steroidni hormoni, sintetizira iz pregnenolona (3),  ki pa se tvori iz holesterola (1) (glej zgornji del slike zgoraj).
Holesterol (1) se dvakratno oksidira in nastane 20,22-dihidroksiholesterol (2), le-ta pa se nadalje oksidira ter izgubi stransko verigo na položaju C-22 in pregnenolon (3). Omenjeno reakcijo katalizira citokrom P450scc.
Pretvorba pregnenolona v progesteron poteka v dveh korakih. V prvem se 3-hikdoksilna skupina oksidira v ketonsko skupino (4), v drugem pa se dvojna vez zaradi keto-enolne tavtomerizacije premesti s položaja C-5 na C-4.  To reakcijo katalizira encim 3beta-hidroksisteroid-dehidrogenaza/delta(5)-delta(4)izomeraza.
Nadalje paje progesteron predhodnik za druge hormone (glej spodnji del slike na zgoraj). Iz njega nastajajo:
- mineralokortikoid aldosteron,
- kortizol in androstenedion po (po predhodni pretvorbi v 17-hidroksiprogesteron, drugi naravni progestogen),
- androstenedion se lahko pretvori v testosteron, estron in estradiol.

Pregenolon in progesteron lahko sintetizirajo tudi kvasovke.

### Laboratorijska sinteza
Russell Marker je za farmacevtsko podjetje Parke-Davis leta 1940 razvil polsintezno pot za pridobivanje progesterona iz rastlinskega steroida diosgenina. Ta polsintezni postopek je znan kot Markerjeva degradacija. Razvili so še polsintezne poti pridobivanja progesterona iz drugih steroidov, na primer s simultano deoksigenacijo kortizona na položajih C-17 in C-21 s pomočjo jodotrimetilsilana v kloroformu, pri čemer nastane  11-keto-progesteron (ketogestin), ki se nadalje reducira na položaju C-11 ter tvori progesteron.
Leta 1971 je W. S. Johnson objavil popolno sintezo progesterona (glej sliko na desni). Sinteza se začne z reakcijo med  fosfonijevo soljo 7  in fenillitijem, pri čemer nastane fosfonijev ilid 8.  Ilid 8 daje ob reakciji z aldehidom alken 9. Ketalna zaščitna skupina alkena 9 se hidrolizira in nastane diketon 10, le-ta pa se ciklizira v ciklopentenon 11.  Ketonski derivat 11 reagira z metillitijem in nastane terciarni alkohol 12, ki nadalje v prisotnosti kisline daje terciarni kation 13.  Ključna stopnja v sintezi je π-kationska ciklizacija derivata 13, pri čemer se simultano tvorijo obroči B, C in D ter nastane 14.  Ta korak oponaša kationsko ciklizacijo v biosintezi steroidov in ga zato imenujejo biomimetični korak. V naslednjem koraku se enolni ortoester hidrolizira in nastane keton 15.  Ciklopentenski obroč A se nato odpre s pomočjo oksidacije z ozonom in nastane 16.  Na koncu na diketonu 17 poteče v prisotnosti vodnega kalijevega hidroksida intramolekulska aldolna kondenzacija in nastane progesteron.

## Pomanjkanje
Medtem ko menopavza običajno ne nastopi pred 50. letom, pa se večini žensk po 30. letu starosti prične rušiti hormonsko ravnovesje. Zniževanje ravni progesterona počasi povzroča spremebe, dokler do 50. leta starosti počasi ne upade za kar 75 %. Naravni progesteron v telesu uravnava količine odvečnega estrogena, ki so najpogostejši razlog za raka dojke. Progesteron se prav tako v telesu lahko obnaša kot nevtralni hormon saj ga telo glede na potrebe lahko spremeni tako v estrogen ali testosteron – odvisno od potrebe.

### Simptomi pomanjkanja progesterona
Progesteron se v telesu ženske že po 30. letu starosti znatno zmanjšuje. Zmanjšanje le-tega pa povzroča presežke estrogena, ki deluje na telo uničujoče. Vse več žensk prav zaradi tega izgublja lase, pojavljajo se jim dlake po telesu, kostna masa se manjša, hormonsko ravnotežje se podira, povečuje se težava z neplodnostjo, povečuje se količina maščobnega tkiva 

## Uporaba
Progesteron in njegovi analogi se uporabljajo za različne medicinske namene, tako za akutne situacije kot pri dolgotrajnem pomanjkanju naravnega progesterona. Ker ima progesteron po zaužitju slabo biološko razpoložljivost, so razvili številne sintetične progestine z boljšo biološko razpoložljivostjo po peroralni uporabi, še preden so prišla na tržišče farmacevtske oblike s samim progesteronom. Za klinično uporabo je sam progesteron postal primeren šele v mikronizirani obliki, ki je zagotovila boljšo absorpcijo po peroralni uporabi, boljšo biološko uporabnost in podaljšan čas inaktivacije.
Uporablja se pri hormonskem zdravljenju, bistvo katerega je sicer dodajanje estrogena ženskam za lajšnje klimakteričnih težav. Progestogeni (med njimi progesteron) so dodani le za preprečevanje hiperstimulacije maternične sluznice zaradi estrogena, ki lahko vodi v razvoj endometrijskega karcinoma.
Peroralno se uporablja tudi za induciranje menstrualnega cikla, zdravljenje nenormalnih krvavitev iz maternice zaradi hormonskega neravnovesja in pri hudih simptomih predmenstrualnega sindroma.
Topično vaginalno se uporablja v obliki kreme ali gela pri nadomestnem hormonskem zdravljenju, zdravljenju težav med menopavzo (na primer vročinskih oblivov), pri preprečevanju alergij, ki so povezane s hormoni, zatrdelih dojkah, zmanjšani spolni sli, depresiji, neplodnosti, osteoporozi, simptomih predmenstrualnega sindroma ...
Dokazano je, da progesteron znižuje izločanje beljakovin, ki sodelujejo pri nastanku popadkov. Zato se uporablja  za preprečevanje spontanega splava ali prezgodnjega poroda. Vaginalno se uporablja na primer pri nosečnicah s kratkim materničnim vratom, ki imajo višje tveganje za prezgodnji porod.